# Traité byzantino-vénitien (1302)
Pour les articles homonymes, voir Traité byzantino-vénitien.
Traité byzantino-vénitien de 1285 Accord de 1310
Le traité byzantino-vénitien de 1302 est un accord commercial reprenant en grande partie les clauses du précédent accord de 1285 en même temps qu'un accord de non-agression; il réglait également les conquêtes territoriales des deux parties, y compris le sort de diverses iles dont s’étaient emparés des corsaires vénitiens. Il précisait enfin les sommes à verser au titre des dommages de guerre.
De 1295 à 1299, la guerre avait fait rage entre les républiques de Venise et de Gênes. Malgré son désir de demeurer neutre dans ce conflit, l’empereur Andronic II prit le parti des Génois après que Vénitiens et Génois en soient venus aux mains à Constantinople même. Bien que les Vénitiens aient fait des avancées en mer Égée et en mer Noire, les Génois eurent le dessus lors de la bataille de Curzola en 1298 et la paix fut rétablie entre les deux parties par le traité de Milan en 1299.
S’il rétablissait la paix entre Gênes et Venise, ce traité laissait Constantinople en guerre avec Venise. Cette dernière grâce à sa flotte et à l’aide de corsaires s’empara de diverses iles de la mer Égée dont certaines avaient été reprises aux Latins une vingtaine d’années plus tôt. N’ayant plus de flotte à sa disposition, Andronic II décida d’envoyer des ambassadeurs à Venise en 1301 pour tenter de régler le conflit. Les négociations n’aboutirent pas. Pour forcer les choses, en juillet 1302, Venise fit une démonstration de force sous les murs de Constantinople qui obligea l’empereur à céder. Un nouveau traité fut signé à Venise en octobre 1302 et ratifié à Constantinople en mars 1303.
Six ans avant que ce traité ne vienne à échéance, une nouvelle guerre menaça d’éclater entre l’Empire byzantin et Venise, Charles de Valois avec l’appui du pape ayant l’intention de ressusciter l’Empire latin d’Orient. Gênes refusa de s’y associer, mais Venise y vit l’occasion de reprendre la position prépondérante qu’elle avait perdue avec la perte de l’Empire latin d’Orient. Cette croisade ne devait jamais partir, mais Venise était de plus en plus inquiète de la menace que posaient les pirates génois et la Compagnie catalane pour ses comptoirs. De nouvelles négociations débutèrent qui durèrent plusieurs mois et aboutirent à un nouveau traité en 1310 qui, en substance, reprenait les clauses de ceux de 1285 et 1302.

## Contexte historique

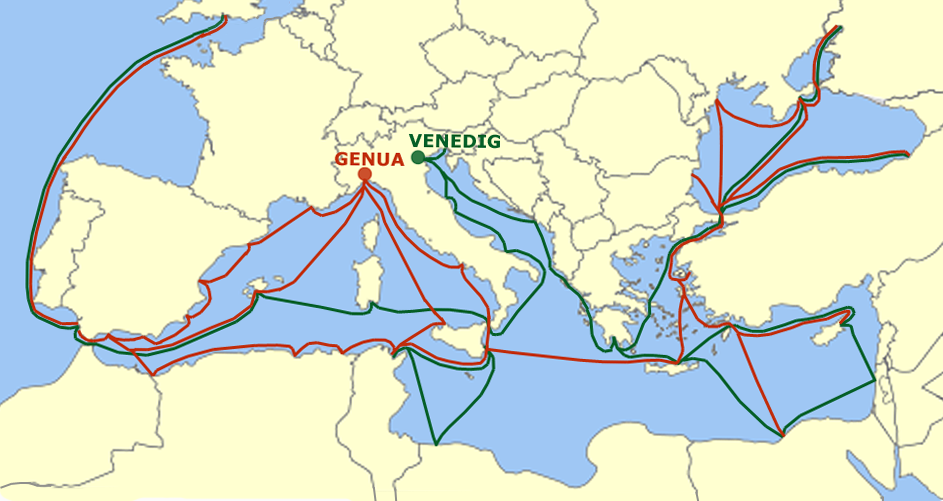
Les routes commerciales de Gênes et de Venise en Méditerranée et dans la mer Noire.

La chute de Constantinople lors de la Quatrième Croisade en 1204  avait été en grande partie l’œuvre du doge de Venise, Enrico Dandolo (r. 1192-1205). Lors du partage de l’Empire byzantin, Venise se vit attribuer les trois-huitièmes de l’ancien Empire byzantin ainsi que les trois-huitièmes de la capitale, Constantinople ,. Ses intérêts étant essentiellement commerciaux, elle renonça aux territoires de la Grèce continentale qui lui avaient été originellement attribués en faveur des îles de la mer Égée dont la Crète ainsi qu’une chaîne de ports le long des rives grecques, parvenant ainsi à dominer les centres commerciaux et les routes marchandes à travers l'ensemble de l'ancien Empire byzantin.
Jusque-là, les relations commerciales entre Venise et l’Empire byzantin étaient régies par un traité byzantino-vénitien conclu en 1082. En août 1219, Théodore Lascaris (r. 1205-1222), souverain du principal État successeur de l’Empire byzantin, signa un accord commercial avec Venise  afin de saper le soutien militaire que les Vénitiens apportaient à l'Empire latin. Ce traité accordait aux Vénitiens la liberté de commercer dans l'ensemble de l'Empire de Nicée, ainsi que l'autorisation d'importer des biens sans payer de droits de douane. En plus des droits commerciaux, le doge de Venise, Pietro Ziani, reçut le titre de Despote et de Dominator du quart et du demi-quart de l'imperium romain.
Il ne faut donc pas s’étonner que lorsque Michel VIII Paléologue (r. 1261-1282) rétablit l’Empire byzantin, il se tourna naturellement vers les Génois, adversaires traditionnels des Vénitiens. Toutefois constatant les résultats militaires décevants de Gênes dans la guerre que celle-ci livrait à Venise, il commença à perdre confiance en son alliée et à se rapprocher de Venise. Il en résulta le traité byzantino-vénitien de 1268. Le traité prévoyait une trêve mutuelle de cinq ans, un échange de prisonniers et, surtout, permettait aux marchands vénitiens de reprendre leurs activités commerciales dans l’empire. Ses termes étaient très avantageux pour les Vénitiens qui retrouvaient en pratique la position qui avait été la leur avant 1261,. Pour sa part, Michel VIII mettait en compétition les républiques de Venise et de Gênes, compétition dont il espérait pouvoir tirer profit.
Ce traité devait être reconduit, presque à l’identique en 1277. La courte durée de l’accord impliquait que, pour les deux parties, la situation était susceptible d’évoluer. L’accord ne fut pas reconduit à son expiration; en 1281, les Vénitiens par le traité d’Orvieto entraient dans la coalition menée par Charles d’Anjou qui rêvait de conquérir l’Empire byzantin. Toutefois, les plans de Charles devaient être suspendus lors des Vêpres siciliennes de mars 1282. Après de longues négociations, un nouveau traité fut signé en juillet 1285 pour une durée de dix ans, lequel reconduisait en substance les termes de l’accord de 1277.

## La guerre entre Venise et Gênes

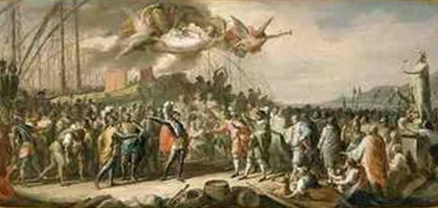
Triomphe de l'amiral Lamba Doria à la bataille de Curzola, par Fedele Fischetti (1782).

En 1291 la chute d'Acre, dernière place forte des croisés en Palestine, eut des effets dévastateurs pour Venise. Non seulement la ville comptait-elle une forte population vénitienne, mais encore était-elle un point de transfert particulièrement important pour le commerce des épices vers l’Europe. Ne pouvant plus rivaliser avec Gênes qui avait hérité des anciennes colonies byzantines en mer Noire et fondé celle de Caffa (aujourd’hui Téodosie en Crimée), Venise chercha-t-elle de nouveaux débouchés plus au nord, cherchant à pénétrer celui de la mer Noire grâce à son alliance avec le khan tatare Nogaï,. Les conflits entre les deux républiques étaient alors récurrents, mais avaient été jusque-là limités à l’Italie et à la mer Adriatique. Le traité de paix signé en 1270, renouvelé depuis, vint à expiration en 1291. Lorsque la guerre éclata entre les deux républiques maritimes en 1293, Constantinople fut impliquée, bien malgré elle, dans ce conflit commercial pour établir la prédominance de l’une ou l’autre république dans les eaux auparavant byzantines,.
Si Michel VIII avait su conserver un certain équilibre entre les deux, Andronic II favorisa les Génois. Exposé aux représailles des Vénitiens, l’empire ne fut que mollement défendu par ses nouveaux alliés. Après que la flotte génoise eut incendié la colonie vénitienne de La Canée en Crète, Venise en guise de représailles envoya une flotte s’emparer de Constantinople : le quartier génois de Galata (ou Péra) fut incendié, mais les Vénitiens ne purent prendre Constantinople même où des batailles sanglantes éclatèrent entre marchands vénitiens et génois. Ceux qui échappèrent au massacre furent alors emprisonnés sur ordre de l’empereur, incluant le bailli vénitien ,.
Outrée par ces procédés, Venise envoya une flotte de quarante navires sous le commandement de Rogerio Morosini, laquelle après avoir détruit tout navire ennemi sur son passage, se retrouva bientôt devant le palais impérial. Ce n’est qu’après que l’empereur lui eût versé une forte indemnité que Morosini retourna à Venise emportant avec lui un nombre considérable de prisonniers génois. Il s’agissait d’une violation flagrante du traité de 1285 interdisant aux deux puissances de poursuivre leur vendetta sur le territoire s’étendant d’Abydos à la mer Noire. De son côté, l’empereur confisqua des propriétés vénitiennes de Constantinople au montant de 80 000 hyperpères pour compenser les dommages infligés à Galata, outrepassant probablement les termes du même traité. Venise était dès lors en état de guerre avec l’Empire byzantin et refusa de renouveler le traité de 1285 jusqu’à ce que l’empereur repaie le montant des propriétés nationalisées . À peu près au même moment une autre flotte vénitienne, commandée celle-là par Giovanni Soranzo, força le blocus génois sur le Bosphore et se dirigea vers la mer Noire où elle s’empara de Caffa jusqu’à l’hiver,.
Pendant que la piraterie  se propageait en mer Égée, les deux républiques continuaient leurs affrontements, l’une et l’autre s’épuisant dans cette confrontation. La bataille décisive eut lieu en 1298 près des côtes de Curzola (aujourd’hui Korčula en Croatie). L’amiral génois, Lamba d’Oria vint à bout d’une flotte vénitienne de quatre-vingt-quinze navires. Au moins 7 000 Vénitiens périrent dans les combats et 5 000 furent faits prisonniers parmi lesquels Marco Polo qui devait écrire dans sa prison génoise le célèbre rapport de ses voyages en Orient. Pour mettre fin à la guerre, Venise et Gênes firent appel aux bons offices de Matteo Visconti, seigneur de Milan. Un traité de paix fut signé entre les deux parties le 25 mai 1299.
Si Gênes et Venise étaient officiellement réconciliées, la guerre n’en continuait pas moins entre Venise et l’Empire byzantin.

## La guerre byzantino-vénitienne
Peu avant la signature du traité de Milan, alors que l’empereur était à Thessalonique, des agents vénitiens l’approchèrent suggérant que des négociations étaient susceptibles de mettre fin au différend; il semble même qu’ils aient été prêts à être accommodants sur la question des propriétés vénitiennes confisquées. Mais, cédant aux avis de ses conseillers, Andronic décida d’attendre dans l’espoir que la faiblesse de Venise lui serait profitable.
Il fallut effectivement quelque temps à Venise pour réarmer une nouvelle flotte et remplacer les marins tués au combat. En septembre 1300 les Vénitiens, ayant un grand besoin de main d’œuvre, proposèrent un accord sur un échange de prisonniers .
De leur côté, les Byzantins envoyèrent une ambassade à Venise en avril 1301; leur but était d’obtenir le renouvellement du traité de 1285, espérant cette fois une période de vingt ans et le paiement de 29 000 hyperpères pour le navire byzantin que les Vénitiens avaient coulé au large de Chios lors de l’attaque sur la colonie génoise de Caffa. Les Vénitiens ne l’entendaient pas ainsi. Entre mai 1299 et l’été 1302, ils avaient montré qu’ils s’étaient rétablis du désastre de Curzola en reprenant quelques iles de la mer Égée : Kéa, Sériphos, Amorgos et Santorin, suivies de Karpathos, Ios, Anaphée et Astypalée. Ils auraient accepté une durée de dix ans et 18 000 hyperpères pour le navire; les négociations échouèrent. En mai 1302, une nouvelle ambassade byzantine se rendit à Venise, mais les évènements se précipitèrent.
Le 21 juillet 1302, treize navires vénitiens commandés par Belletto Giustinian arrivèrent dans la Corne d’Or accompagnés de sept navires corsaires. Ils amarrèrent devant le palais des Blachernes et leurs équipages se mirent à dévaster les alentours. L’empereur réalisa que sans marine, il était impuissant à leur tenir tête. La nuit tombée, les corsaires attaquèrent l’ile des Princes où campaient nombre de réfugiés fuyant devant les Turcs d’Asie. Ceux qui ne pouvaient payer de rançon furent tués sur le champ. D’autres furent emmenés devant le palais impérial et torturés sans merci avec la complicité des Vénitiens sous les yeux de l’empereur. Horrifié, celui-ci fit remettre 4 000 hyperpères au commandant Giustinian pour sauver les survivants. Celui-ci, réalisant que ses complices étaient allés trop loin, s’excusa et retourna à Venise, emmenant avec lui deux ambassadeurs byzantins pour négocier un traité. Les négociations commencèrent en septembre et, le 4 octobre 1302, un nouveau traité était signé par le doge Pietro Gradenigo. Il devait être ratifié par l’empereur Andronic le 7 mars 1303,,.

## Traité de 1302
Le traité fut conclu pour une durée de dix ans, renouvelable par consentement mutuel. Il consistait essentiellement en une reconduction des clauses du traité de 1285. Des modifications y étaient toutefois apportées pour tenir compte des circonstances.
Concernant les conquêtes territoriales faites par Venise, certaines iles de la mer Égée retournèrent à l’empire. Toutefois, Kéa, Sériphos, Amorgos et Santorin demeurèrent sous domination vénitienne.
Sur le plan commercial, les marchands vénitiens acceptaient de s’abstenir de faire le commerce du sel et du mastic, jusque-là monopole impérial (le mastic devait tomber quelques années plus tard aux mains des Génois).
Le reste de l’accord traitait principalement de la question des compensations pour dommages de guerre. L’empereur signifiait son accord pour compenser les propriétés saisies à Constantinople à hauteur de 79 000 hyperpères. Le doge pour sa part acquiesça à un remboursement de 24 000 hyperpères pour compenser la perte du navire capturé au large de Chios, somme devant être déduite du montant dû par Constantinople. Mais Venise continuait à tenir l’empereur responsable d’une somme de 14 000 hyperpères agréée précédemment pour compenser les dommages faits aux biens vénitiens avant le conflit.

## Nouvelles tensions entre Venise et Byzance
En octobre 1302, un nouveau bailli vénitien, Jacopo Trevisan, quitta Venise pour Constantinople emmenant avec lui un ambassadeur chargé spécialement de voir au paiement des dettes impériales. Les marchands vénitiens purent revenir à Constantinople; compte tenu des restrictions mentionnées plus haut, ils eurent entière liberté de commerce dans l'Empire,. Pour les Byzantins, la reconquête amorcée par Michel VIII était définitivement terminée : Venise conservait la Crète, une grande partie de l’Archipel, Coron et Modon de même que l’ile d’Eubée (aussi appelée « Nègrepont ») qu’elle partageait avec trois seigneurs latins, les Terciers. Mais le résultat du démembrement de la flotte byzantine devint manifeste : les Byzantins avaient perdu la suprématie des mers attenantes à l’empire. Les Génois, quant à eux, obtiendront en 1303-1304 l’agrandissement de leur quartier de Galata; en 1304, leur amiral, Benedetto Zaccaria s’emparera de Chios et réussira à faire reconnaitre son occupation par le basileus,.

## Traité de 1310
Préoccupés par les affaires européennes, Michel VIII et Andronic II n’avaient porté que peu d’attention à la partie asiatique de l’empire où, au tournant du siècle, s’engouffrèrent des hordes turcomanes. En 1300 non seulement presque toutes les cités grecques d’Asie étaient tombées sous leur pouvoir, mais également plusieurs iles de la mer Égée. En 1301, Charles de Valois, frère du roi de France, était devenu héritier du titre impérial de l’ancien Empire Latin qu’il rêvait de reconstituer, montant une croisade pour y parvenir avec la bénédiction du pape Clément V (r. 1305-1314). Les Génois refusèrent leur participation, leurs intérêts étant à Constantinople même et en mer Noire. Mais les Vénitiens y virent l’occasion de renouveler l’exploit du doge Dandolo, un siècle plus tôt, et d’éliminer leurs rivaux génois.
Le traité de 1302 avec Byzance était encore valide pour six ans. Se basant sur un traité signé avec Charles d’Anjou en 1281 et avec l’accord du pape qui excommunia l’empereur Andronic en 1307, ils se joignirent à la croisade qui devait partir de Brindisi avant mars 1308. Celle-ci ne devait jamais partir, Charles de Valois n’ayant ni l’argent, ni les hommes pour transformer son rêve en réalité dans le temps voulu.
Les Vénitiens devenaient de plus en plus inquiets, car leurs intérêts étaient menacés non seulement par les pirates génois qui attaquaient leurs navires près du Péloponnèse, mais aussi par les Catalans qui,alors installés en Macédoine, menaçaient leurs comptoirs dans les iles, particulièrement en Eubée. De 1307 à 1309 ordres furent donnés de renforcer les comptoirs vénitiens de la région, notamment Modon, Coron et l’ile d’Eubée, les navires s’y rendant devant voyager en convoi. Sur mer, les opérations furent conduites par Giovanni Querini et Marco Minotto : l'île de Lemnos fut ainsi saccagée et pillée. Les commandants furent réprimandés par le Sénat vénitien pour leur sauvagerie. Ceci n’empêcha pas d’autres iles de tomber soit aux mains de la marine vénitienne, soit dans celles de corsaires latins, dont Karpathos, Ios, Sifnos et Kythnos.
En mai 1309, Andronic tenta de rétablir les relations en envoyant une ambassade à Venise. Les négociations trainèrent en longueur alors que le Sénat de Venise s’impatientait. Finalement, un nouveau traité fut conclu et signé à Constantinople en novembre 1310. En substance, il confirmait les clauses contenues dans les traités de 1285 et 1302. Deux clauses étaient nouvelles. La première interdisait aux marchands vénitiens de faire commerce dans les territoires de l’empire aux mains de la Compagnie catalane. La deuxième portait sur les dédommagements dus par Constantinople à Venise pour dommages infligés aux biens et navires vénitiens depuis 1285 d’un montant de 40 000 hyperpères (récemment dévalués).
Le traité de 1310 avait une durée de douze ans. Vu le sort réservé aux traités précédents, on aurait pu douter du sort qui lui serait réservé. Toutefois, un nouvel esprit de détente sembla souffler sur les relations entre les deux États qui avaient tous deux besoin de paix face aux périls turcs et catalans. Aussi, bien que de nombreux désaccords subsistassent qui ressurgirent au fil des ans, le traité de 1310 devait établir un climat de détente qui se perpétua jusqu’en 1390 alors qu’un nouveau traité  servira de base aux relations byzantino-vénitiennes jusqu’en 1477.

### Sources primaires
- Andrea Dandolo. Chronicon Venetum. Andreae Danduli Ducis Venetiarum Chronica per extensum descripta aa. 46-1280. Ed. E. Pastorello, RIS, XII/I, Bologna, 1938.
- George Pachymeres. De Michaele Palaeologo; De Andronico Palaeologo, ed. I Bekker, CSHB, 1835.
- Georges Pachymeres. Relations historiques, I : livres I-III; II : livres IV-VI, ed. A. Fallier, trans. V. Laurent, CFHB, XXIV/1-2, 1984.
- Nikephoros Gregoras. Byzantina Historia, ed. L. Schopen, I-III, CSHB, 1829-1855.

### Sources secondaires
- Ahrweiler, Hélène. Byzance et la mer, la marine de guerre la politique et les institutions maritimes de Byzance aux VIIe – XVe siècles . Paris, Presses Universitaires de France, 1966.
- Bréhier, Louis. Vie et mort de Byzance. Paris, Albin Michel, 1969 [1946].
- (en) Geanakoplos, Deno John. Emperor Michael Palaeologus and the West, 1258–1282: A Study in Byzantine-Latin Relations. Cambridge (Massachusetts), Harvard University Press, 1959. OCLC 1011763434.
- Kaplan, Michel & Alain Ducelier. Byzance : du Ive au XVe siècle, éditions Hachette Supérieur, 2006  (ISBN 2011455774).
- Michel Balard, Les possessions des Occidentaux à Byzance dans Laiou, Angeliki et Cécile Morrisson (dir.), Le Monde byzantin, III, L’Empire grec et ses voisins, XIIIe siècle-XVe siècle. Paris, 2011  (ISBN 978-2-13-052008-5).
- (en) Laiou, Angeliki. Constantinople and the Latins. The Foreign Policy of Andronicus II, 1282-1328. Harvard University Press, 1972  (ISBN 978-0674165359).
- (en) Lane, Frederic Chapin. Venice, A Maritime Republic. Baltimore, Maryland, Johns Hopkins University Press, 1973  (ISBN 0-8018-1445-6).
- Loenertz, Raymond-Joseph. Les Ghisi, dynastes vénitiens dans l'Archipel (1207–1390). Florence, Olschki, 1975.
- Loenertz, Raymond-Joseph. "Notes d'histoire et de chronologie byzantines". Revue des études byzantines, 17, 1959, pp. 158–67. doi:10.3406/rebyz.1959.1204.
- (en) Madden, Thomas F. Venice: A New History. New York, Viking Press, 2012  (ISBN 978-1-470-32768-2).
- (la) Miklosich, Franz; Müller, Josef. Acta et diploma Graeca medii aevi sacra et profana, Vol. III: Acta et diplomata res graecas italasque illustrantia e tabulariis Anconitano, Florentino, Melitensi, Taurinensi, Veneto, Vindobonensi. Vienna, Karl Gerold, 1865.
- (en) Morgan, Gareth (1976). "The Venetian Claims Commission of 1278". (in) Byzantinische Zeitschrift. 69 (2), 1976. pp. 411–438. doi:10.1515/byzs.1976.69.2.411. S2CID 159571822.
- (fr) Nicol, Donald M. Les derniers siècles de Byzance 1261-1453. Paris, Les Belles-Lettres, 2005 [1972]  (ISBN 978-2-251-38074-2).
- (en) Nicol, Donald M. Byzantium and Venice: A Study in Diplomatic and Cultural Relations. Cambridge (Massachusetts), Cambridge University Press, 1988  (ISBN 0-521-34157-4).
- (en) Norwich, John Julius. A History of Venice. London, Penguin Books, 1982 [1977]  (ISBN 978-0-140-06623-4).
- (fr) Ostrogorsky, Georges. Histoire de l’État byzantin. Paris, Payot, 1983 [1956]  (ISBN 2-228-07061-0).
- (en) Shepard, Jonathan (ed). The Cambridge History of the Byzantine Empire c. 500-1492. Cambridge, Cambridge University Press, 2008  (ISBN 978-0-521-83231-1).
- (de) Tafel, Gottlieb Lukas Friedrich; Thomas, Georg Martin. Urkunden zur älteren Handels- und Staatsgeschichte der Republik Venedig, mit besonderer Beziehung auf Byzanz und die Levante: Vom neunten bis zum Ausgang des fünfzehnten Jahrhunderts. III. Theil (1256–1299). Vienna, Kaiserlich-Königliche Hof- und Staatsdruckerei, 1857.